# Fernando Jannilli
Fernando Jannilli all'anagrafe Iannilli (Roma, 28 dicembre 1920 – Roma, 13 agosto 2003) è stato un pugile italiano, attivo negli anni quaranta e cinquanta.

## Biografia

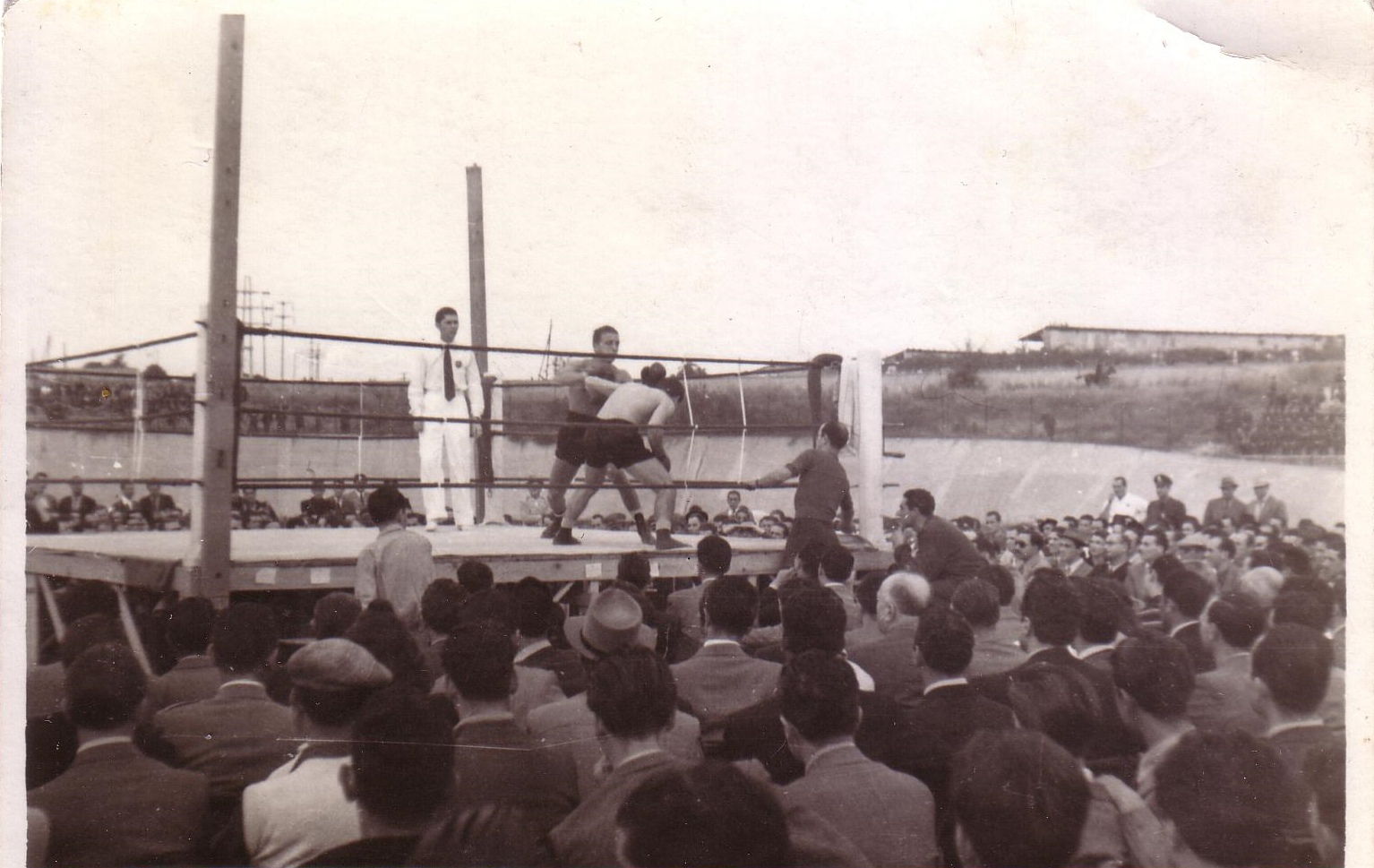
Jannilli Velodromo Appio

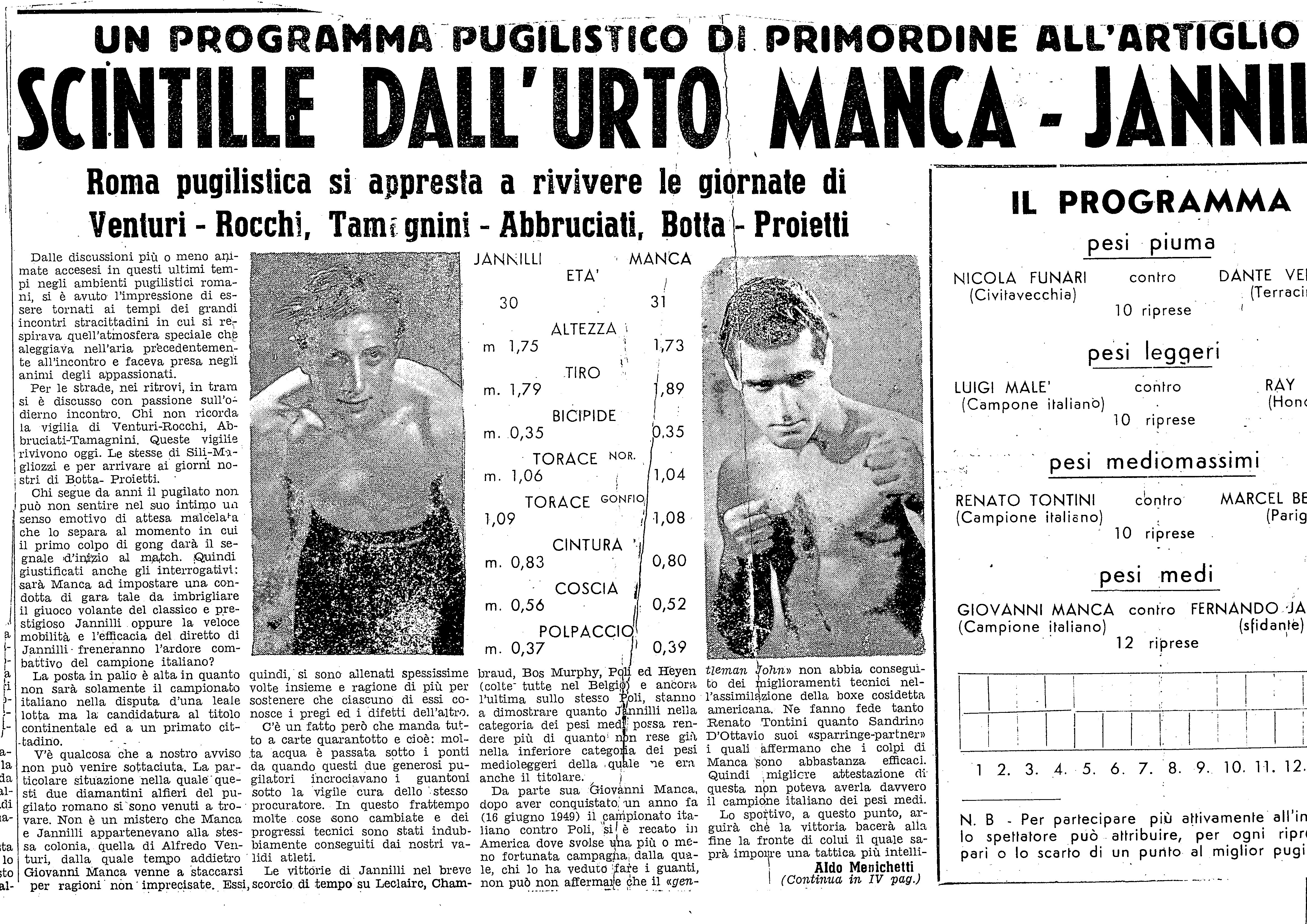
Jannilli vs Manca, Roma 1950

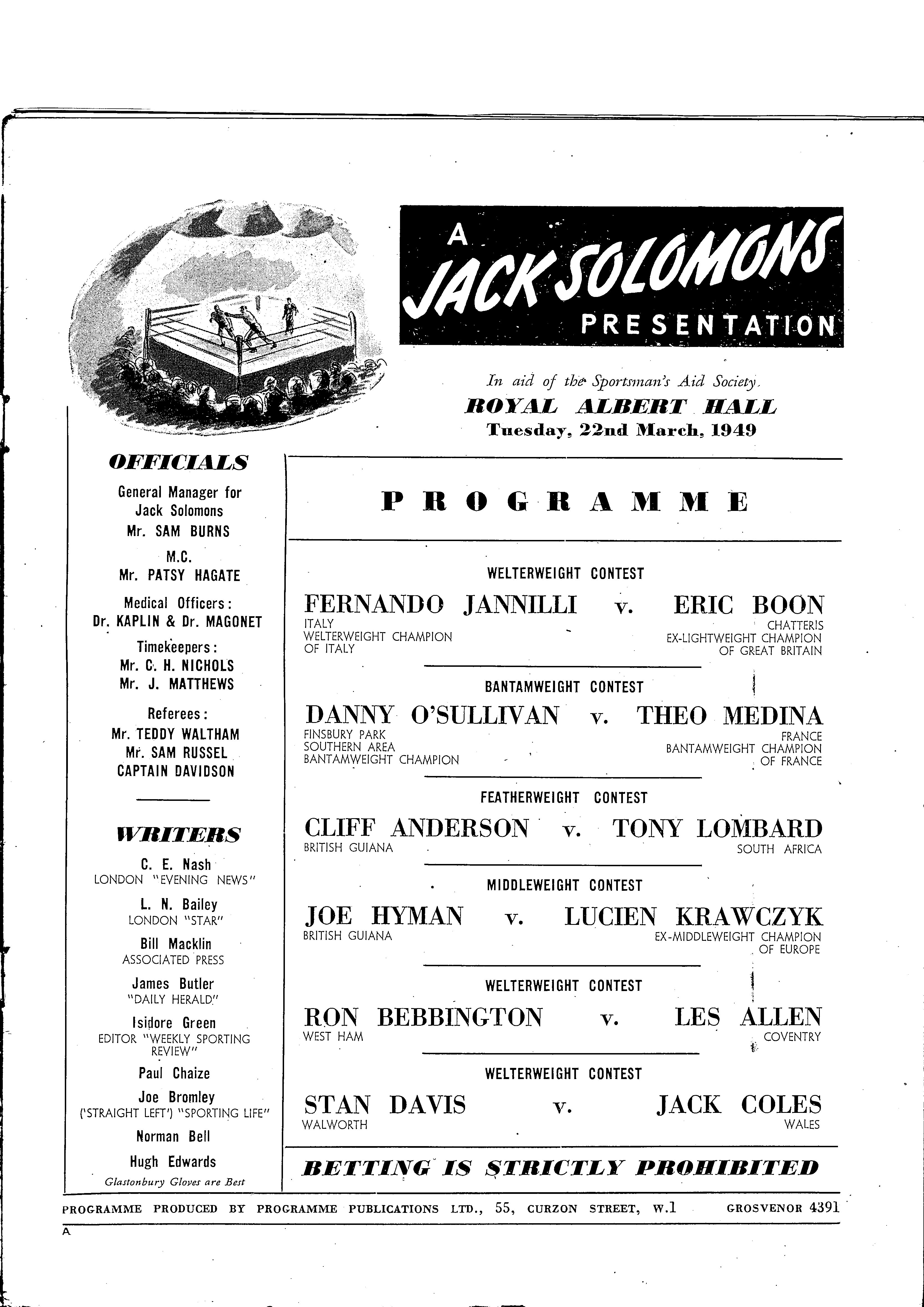
Jannilli vs Boon, Royal Albert Hall Londra 1949

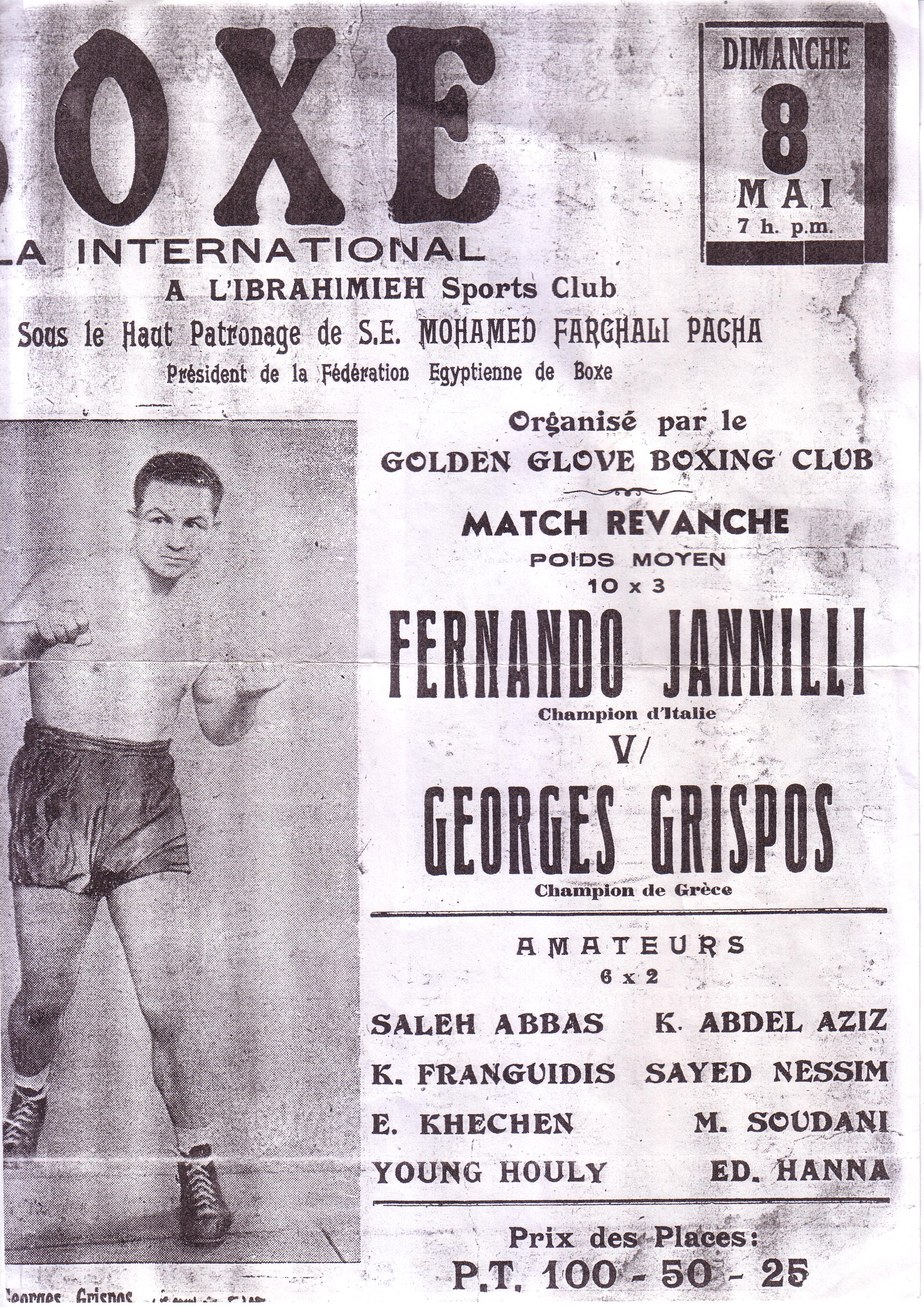
Jannilli Vs Grispos

Fernando Jannilli fu allievo del maestro romano Lucifero "Pipero" Panaccione che allenò dal secondo dopoguerra diversi campioni d'Italia (come Giovanni Manca e Renato Tontini) Dapprima nella palestra dell'Atac in Via La Spezia, poi nella storica palestra Santa Croce Boxe, una delle prime palestre romane, nata agli inizi del '900, e riaperta proprio da Panaccione dopo la chiusura dovuta alla seconda guerra mondiale.

La passione per la boxe cominciò fin dall'adolescenza, quando Jannilli, tornando a casa la sera, si fermava davanti alla palestra di Via La Spezia a osservare con attenzione gli allenamenti degli altri pugili. Per Panaccione però non aveva il fisico adatto: troppo gracile. Ma Jannilli era caparbio e il maestro gli volle dare la possibilità di dimostrarlo: cominciò ad allenarsi duramente, di nascosto dalla famiglia, fino a raggiungere la forma fisica adatta. 
Panaccione capì presto di avere a che fare con un pugile di talento.
Jannilli debuttò nel pugilato professionistico con una vittoria ai punti contro Italo Stazzi, il 4 aprile del 1944. I genitori scoprirono l'attività segreta del figlio, grazie agli articoli sui giornali sportivi che cominciavano a parlare di lui.
Jannilli è stato uno dei soli tre pugili ad aver vinto il titolo nazionale in tre diverse categorie: pesi welter, medi e mediomassimi. Come peso medio, ha inoltre conquistato la "Cintura Cerdan", messa in palio nel 1950 in onore del campione scomparso l'anno precedente. Alla competizione parteciparono 32 tra i migliori pesi medi d'Europa. Nella finale di Bruxelles, Jannilli sconfisse ai punti il campione belga Albert Heyen.

## Curiosità
Era il nonno materno dell'attore Fabio Morici.